# ナベガンテス・デル・マガジャネス
ナベガンテス・デル・マガジャネス（Navegantes del Magallanes）は、ベネズエラのリーガ・ベネソラーナ・デ・ベイスボル・プロフェシオナルに加盟しているプロ野球チーム。本拠地は、カラボボ州バレンシアである。

## 歴史
1917年に、創設された。
1950年に、初優勝を果たした。
1951年には、2年連続2回目の優勝を果たした。
1955年には、4年振り3回目の優勝を果たした。
1970年には、15年振り4回目の優勝を果たした。また、カリビアンシリーズで初優勝を果たした。
1977年には、6年振り5回目の優勝を果たした。
1979年には、2年振り6回目の優勝を果たした。また、カリビアンシリーズで9年振り2回目の優勝を果たした。
1994年には、15年振り7回目の優勝を果たした。
1996年には、2年振り8回目の優勝を果たした。
1997年には、2年連続9回目の優勝を果たした。
2002年には、5年振り10回目の優勝を果たした。
2013年には、11年振り11回目の優勝を果たした。
2014年には、2年連続12回目の優勝を果たした。

## エピソード
- 最大のライバルはレオネス・デル・カラカスである。日本人選手では、村田透が所属したことがある。

## 所属選手
| 投手 - -- A.J.モリス (A.J. Morris) - 5 アレハンドロ・チャシーン (Alejandro Chacin} - 90 アレックス・バーネット (Alex Burnett) - 36 アマリオ・ディアス (Amalio Diaz) - -- アンヘル・メヒアス (Ángel Mejías) - -- アンヘル・ゲラ (Angel Guerra) - 87 アンソニー・レルー (Anthony Lerew) - -- アントニオ・センザテーラ (Antonio Senzatela) - -- ボビー・ブレビンス (Bobby Blevins) - 80 ブルース・ロンドン (Bruce Rondón) - 27 カルロス・ヘルナンデス (Carlos Hernández) - 60 カルロス・ケベード (Carlos Quevedo) - -- カルロス・ザンブラーノ (Carlos Zambrano) - -- クリス・ラルー (Chris Leroux) - -- クリスチャン・アルバラード (Cristian Alvarado) - 64 ダニエル・マカッチェン (Daniel McCutchen) - 97 ダニエル・シュタンゲ (Daniel Stange) - 90 デビッド・マルティネス (David Martínez) - -- デドュガー・ヒメネス (Dedgar Jimenez) - 22 デオリス・ゲラ (Deolis Guerra) - -- ダスティン・リチャードソン (Dustin Richardson - -- エドガー・マルティネス (Edgar Martínez) - -- エドゥアルド・ロドリゲス (Eduardo Rodríguez) - -- エドワード・ムヒカ (Edward Mujica) - -- エンダーソン・フラスコ (Endrson Franco) - -- エンマヌエル・デヘースス (Enmanuel De Jesus) - 62 エンジェルベルト・ソト (Enyelbert Soto) - -- エリック・リール (Erick Leal) - -- エルビス・マンサニヨ (Ervis Manzanillo) - 68 フェリックス・ドゥブロン (Felix Doubront) - 61 ガブリエル・アルファロ (Gabriel Alfaro) - 96 ガブリエル・ガルシア (Gabriel García) - -- グレイファー・アレグア (Greyfer Eregua) - -- ハッサン・ペーニャ (Hassan Pena) - -- ヘンリー・センテノ (Henry Centeno) - -- イスマエル・ギヨン (Ismael Guillon) - 63 ジーン・マチー (Jean Machí) - -- ヘルビス・トレアルバ (Jervys Torrealba) - 82 ヘスス・サンチェス (Jesús Sánchez) - -- ヘスス・ティノコ (Jesus Tinoco) - -- ヘスス・ザンブラーノ (Jesus Zambrano) - -- ヘスス・マルティネス (Jesús Martínez) - -- ヨハン・サンタナ (Johan Santana) - -- ヨナサン・ペレス (Jonathan Pérez) - -- ヨナサン・トーレス (Jonathan Torres) - -- ホルヘ・セリス (Jorge Celis) - -- ホセ・フローレス (José Flores) - -- ホセ・カスティーヨ (Jose Castillo) - -- ホセ・ミハレス (José Mijares) - -- ジョシュ・ローウィ (Josh Lowey) - -- フリオ・ピント (Julio Pinto) - -- ケェイビー・ロハス (Keivy Rojas) - 97 ラリー・スアレス (Larry Suárez) - -- ルイス・マルティネス (Luis Martínez) - -- ルイス・リコ (Luis Rico) - 48 マーティン・ペレス (Martín Pérez) - -- ミッチ・ライブリー (Mitch Lively) - -- ネルソン・レオン (Nelson León) - 64 オランヘル・アレナス (Orángel Arenas) - -- ペドロ・ヘルナンデス (Pedro Hernández) - -- レイナルド・ロペス (Reinaldo López) - -- ロミー・ルイス (Rommie Lewis) - -- セス・フランコフ (Seth Frankoff) - -- ウィルキン・フローレス (Wiken Flores) - -- ウィルキング・ロドリゲス (Wilking Rodríguez) - -- イェンダー・カラモ (Yender Caramo) - 51 ヨエル・ヘルナンデス (Yoel Hernández) - -- ヨアンダー・メンデス (Yohander Mendez) - 65 ヤスメイロ・ペティット (Yusmeiro Petit) - -- ザック・ソーントン (Zack Thornton) | 捕手 - -- アリ・サンチェス (Ali Sanchez) - 49 カルロス・マルドナード (Carlos Maldonado) - -- カルロス・ギャレイ (Carlos Garay) - 29 エドゥアルド・ピント (Eduard Pinto) - 14 フランシスコ・セルベーリ (Francisco Cervelli) - 25 グスタボ・モリーナ (Gustavo Molina) - -- ジャクソン・バレラ (Jackson Valera) - -- ホルヘ・ティレロ (Jorge Tillero) - -- ホセ・ブリセニョ (José Briceño) - -- ホセ・ルイス (Jose Ruiz) - 26 フアン・アポダカ (Juan Apodaca) - -- フリオ・モリーヨ (Julio Morillo) - -- ルイス・ゴンザレス (Luis Gonzalez) - -- ルイス・ララ (Luis Lara) - -- ミゲル・モンテーロ (Miguel Montero) - -- オリバー・カラバイヨ (Oliver Caraballo) - -- ペドロ・ゴンザレス (Pedro Gonzalez) - -- ラモン・ヘルナンデス (Ramón Hernández) - -- ラウル・アスカニオ (Raul Ascanio) - -- レン・ピント (Rene Pinto) - -- ロベルト・バヒルズ (Roberto Vahlis) - 28 ロビンソン・チリノス (Robinson Chirinos) - -- トマス・テリス (Tomas Telis) 内野手 - 3 アルベルト・カヤスポ (Alberto Callaspo) - 8 アンドレス・ブランコ (Andrés Blanco) - -- アンソニー・ペレイラ (Anthony Pereira) - -- ビアリン・チョウリオ (Bealyn Chourio) - 48 ダーウィン・ペレス (Darwin Pérez) - -- エリオ・カスティーヨ (Elio Castillo) - 10 エルビス・アンドラス (Elvis Andrus) - 57 フランシスコ・マルティネス (Francisco Martínez) - -- フランクリン・トーレス (Franklin Torres) - -- ウンベルト・アルテガ (Humberto Arteaga) - -- ジェイク・オピッツ (Jake Opitz) - -- ジョナサン・ヘレーラ (Jonathan Herrera) - 84 ホセ・アルトゥーベ (José Altuve) - -- ホセ・ヘレーラ (Jose Herrera) - -- ホセ・ロンドン (Jose Rondon) - -- ルイス・アラス (Luis Arraez) - -- ルイス・レンギフォ (Luis Rengifo) - -- ルイス・トーレンス (Luis Torrens) - -- ルイス・バレニア (Luis Vallenilla) - -- ルイス・ヌニェス (Luis Nuñez) - -- マヌエル・グーズマン (Manuel Guzman) - 18 マリオ・リソン (Mario Lisson) - -- モリス・ドゥーラン (Moris Duran) - -- パブロ・サンドバル (Pablo Sandoval) - -- レニー・オスーナ (Renny Osuna) - -- ロナルド・ヒメネス (Ronald Jimenez) - -- ロニー・セデーニョ (Ronny Cedeño) - -- ルーグネッド・オドーア (Rougned Odor) - -- サミール・ドゥエニェス (Samir Dueñez) - -- サミュエル・ディアス (Samuel Diaz) - -- ビクター・ベラスケス (Victor Velasquez) - -- ウィルカーマン・ガルシア (Wilkerman García) 外野手 - 84 アドニス・ガルシア (Adonis García) - 36 アルバース・マルティネス (Alberth Martínez) - -- アンソニー・サンタンデール (Anthony Santander) - 64 クリス・ドミンゲス (Chris Dominguez) - 47 エンディ・チャベス (Endy Chávez) - 7 エセキエル・カレーラ (Ezequiel Carrera) - -- フランク・ディアス (Frank Diaz) - -- フレディ・ロドリゲス (Freddy Rodríguez) - -- ヘスス・ゴンザレス (Jesus Gonzalez) - -- ヨネセイ・ザラーガ (Jonesy Zárraga) - -- ホルヘ・パーラ (Jorge Parra) - -- ホセ・アソカルー (Jose Azocar) - -- ホセ・オルダス (José Ordaz) - -- フアン・リベラ (Juan Rivera) - -- ケビン・ガルシア (Kevin Garcia) - -- ルー・フォード (Lew Ford) - -- ルイス・バンデス (Luis Bandes) - -- ルイス・ペルドモ (Luis Perdomo) - -- ルイス・ドモロモ (Luis Domoromo) - -- マルコス・ピニェーロ (Marcos Piñero) - -- ミッキー・エディー (Mikey Edie) - -- ニック・ベネデット (Nick Benedetto) - -- オービン・トーバー (Orbin Tovar) - -- オズワルド・カラバイヨ (Oswald Caraballo) |
| 2015年5月23日更新 [公式サイト(スペイン語)より：ロースター ] | |